# Elena Ruszkowska
Elena Ruszkowska (Leópolis, Imperio austrohúngaro, 23 de abril de 1877, Cracovia, 4 de noviembre de 1948) fue una soprano polaca. Su nombre de nacimiento era Helena Zboińska.
Hija del actor Marcel Zboiński, estudió canto en su ciudad natal, completando sus estudios en Varsovia, Viena, Milán y Madrid. En 1894 se casó con el actor Ryszard Ruszkowski (1856-1898). Debutó en 1900 en la Ópera Municipal de Leópolis, en el papel protagonista de Martha, y pronto fue contratada para cantar primeros papeles. En 1903 fue contratada por los Teatros Nacionales de Varsovia, donde cantó papeles tanto de soprano lírica como dramática. Destacó especialmente en las heroínas wagnerianas. Tras una serie de actuaciones en Viena, en 1908 se volvió a casar con el secretario del Ministerio de Finanzas Austriaco, Ferdinand Seeliger.
En enero de 1907 se presentó en el Teatro alla Scala de Milán, en Götterdämmerung (Gutrune), y en 1908 como Elena, de Mefistofele, acompañada de Fiódor Chaliapin y bajo la dirección de Toscanini. Hasta 1914 siguió cantando como soprano invitada en teatros de Italia, España (Teatro Real) y América del Sur (Teatro Colón). De 1914 a 1916 cantó en la Hofoper de Viena y en el Teatro Nacional de Praga. Desde 1919 hasta el final de su carrera, en 1928, fue primadonna del Gran Teatro de Varsovia.
Tras retirarse de la escena se estableció en Cracovia, dedicándose a la enseñanza en el conservatorio de esa ciudad, y luego en su propia escuela privada de canto. Tras la Segunda Guerra Mundial se convirtió en profesora de la Academia de Música de Cracovia. Entre sus alumnas destacan Ewa Bandrowska-Turska, Ada Sari y Wanda Wermińska.
Su hijo, Wojciech Ruszkowski (1897-1976) fue un conocido actor polaco.